# Durrenbach
Durrenbach település Franciaországban, Bas-Rhin megyében. Lakosainak száma 1103 fő (2022. január 1.). Durrenbach Biblisheim, Gunstett, Hegeney, Morsbronn-les-Bains és Walbourg községekkel határos.

## Népesség
A település népességének változása:
| Lakosok száma | 1082 | 1080 | 1097 | 1079 | 1078 | 1081 | 1097 | 1106 | 1103 |
|               | 2013 | 2015 | 2016 | 2017 | 2018 | 2019 | 2020 | 2021 | 2022 |